# Ришельё — Друо (станция метро)
Ришельё — Друо (фр. Richelieu - Drouot) — пересадочный узел линий 8 и 9 Парижского метрополитена.  Назван по улицам де Ришельё и Друо (вторая плавно перетекает в первую при пересечении перекрёстка с бульварами Осман и Монмартр).

## История
Первым открылся зал линии 9, это произошло 30 июня 1928 года при продлении линии от Шоссе д'Антен — Лафайет. 5 мая 1931 года открылся зал линии 8 при её продлении от станции Опера. 10 декабря 1933 года был введён участок метро под Гран-Бульвар, в котором линии идут по одному коридору без общих пересадок, и станция перестала быть конечной.
Пассажиропоток по входу на станцию в 2011 году, по данным RATP, составил 5 297 670 человек. В 2013 году этот показатель вырос и составил 5 362 641 человек, что вывело пересадочный узел на 72 место по входному пассажиропотоку.

## Конструкция и оформление
Оба зала построены по типовым парижским проектам (1900—1952) односводчатой станции мелкого заложения с боковыми платформами. Оба зала отделаны керамической плиткой белого цвета. Под потолками закреплены прямоугольные люминесцентные светильники, которые окрашены в цвета, приблизительно соответствующие обслуживаемым линиям.

## Достопримечательности
- Мэрия IX округа
- Отель Друо — сайт Ришельё
- Опера-Комик
- Пассаж дес Принс
- Редакция газеты Le Figaro

## Галерея

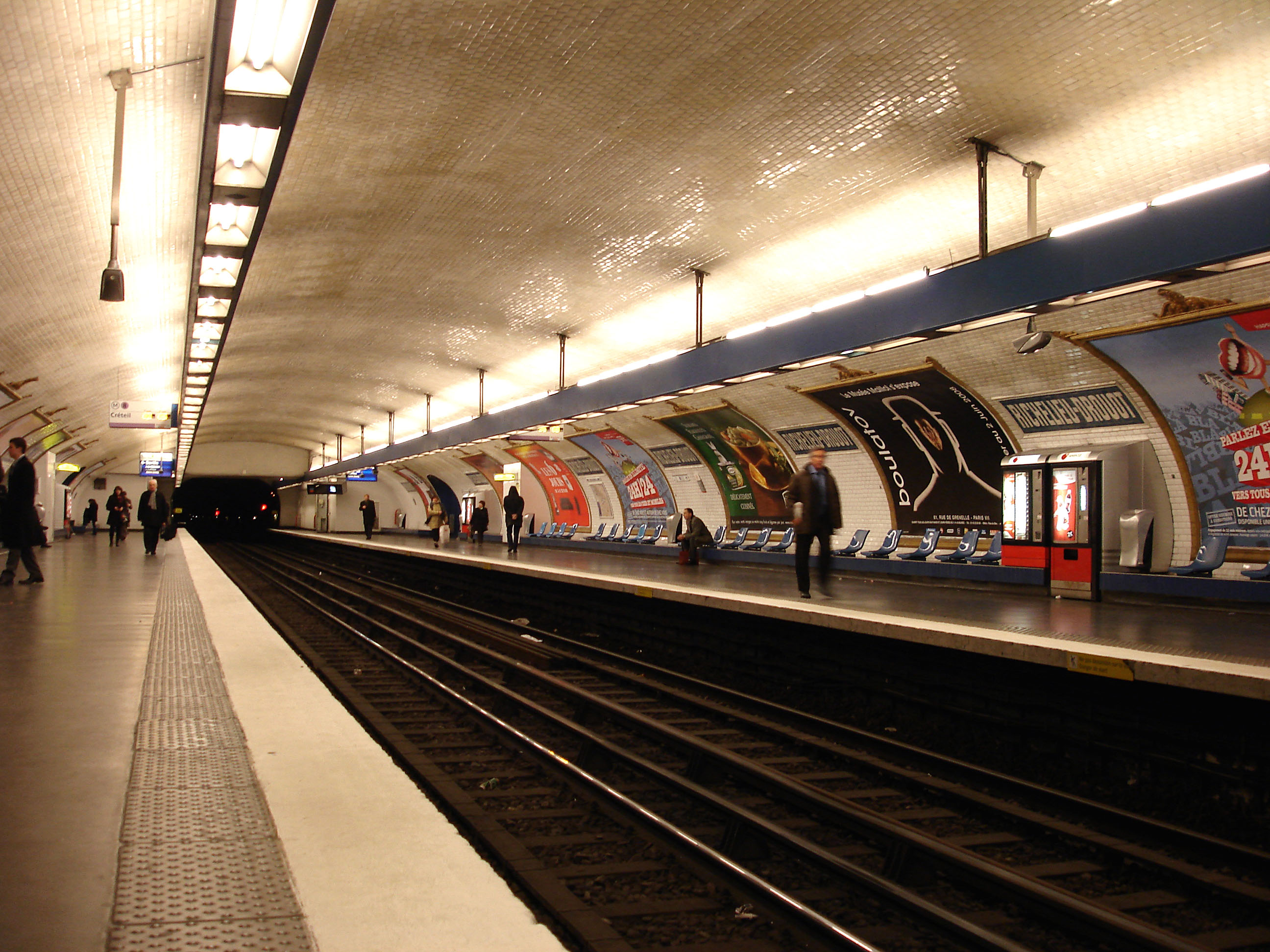
Зал линии 8
- Состав модели MF 77 в зале линии 8
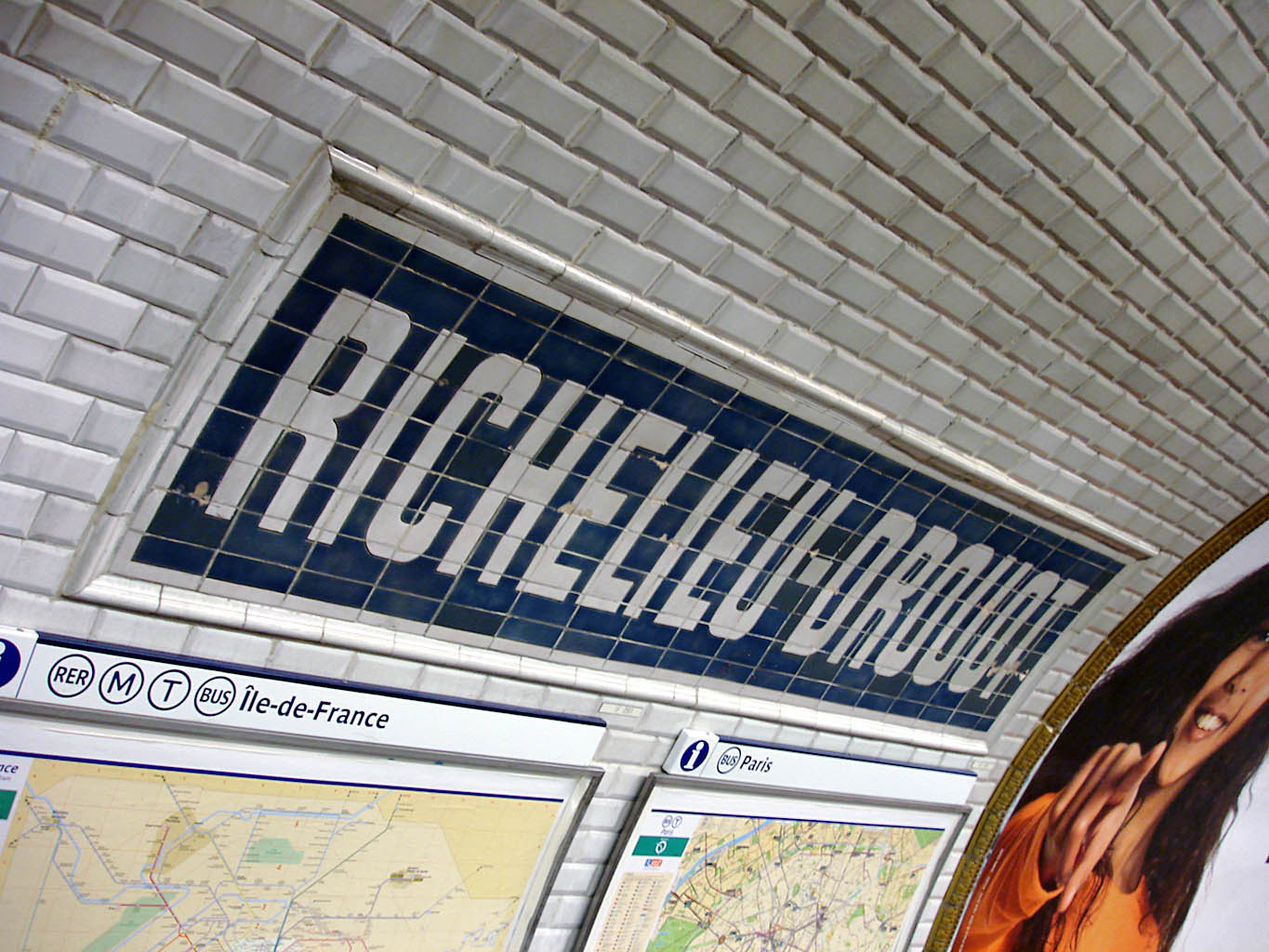
Вывеска с названием станции